# Многоходовая задача
Многоходо́вая зада́ча, многоходо́вка (англ. moremover) — шахматная задача, решаемая в 4 хода или более. Чешская школа шахматной композиции рассматривает четырёх- и многоходовые задачи как различные жанры. 
- В ортодоксальной композиции задача с условием: белые начинают и объявляют мат чёрным в 4 хода или более. Ортодоксальная многоходовая задача является исторически сложившимся жанром шахматной композиции; по умолчанию термин «многоходовая задача» («Мат в n ходов») означает именно «ортодоксальная многоходовая задача».

- В неортодоксальной композиции —
задача на кооперативный мат: чёрные начинают и помогают белым объявить мат чёрному королю в 4 хода или более[1];
задача на обратный мат: белые начинают и вынуждают чёрных объявить мат белому королю в 4 хода или более.

- В сказочных задачах возможной целью игры может быть достижение пата в 4 хода или более (прямой пат, кооперативный пат, обратный пат), также возможны новые правила игры или различные комбинации вышеперечисленных.

Многоходовая задача была популярной ещё в шатрандже (см. «Мансуба»). В XX—XXI веках особенно интенсивно разрабатывается чешской, логической и стратегической школами. При большом числе ходов нередко приближается по форме к шахматному этюду.